# Xyleus camposi
Xyleus camposi är en insektsart som först beskrevs av Bolívar, I. 1909.  Xyleus camposi ingår i släktet Xyleus och familjen Romaleidae. Inga underarter finns listade i Catalogue of Life.